# Gravures rupestres de Bidzar
Pour les articles homonymes, voir Bidzar.

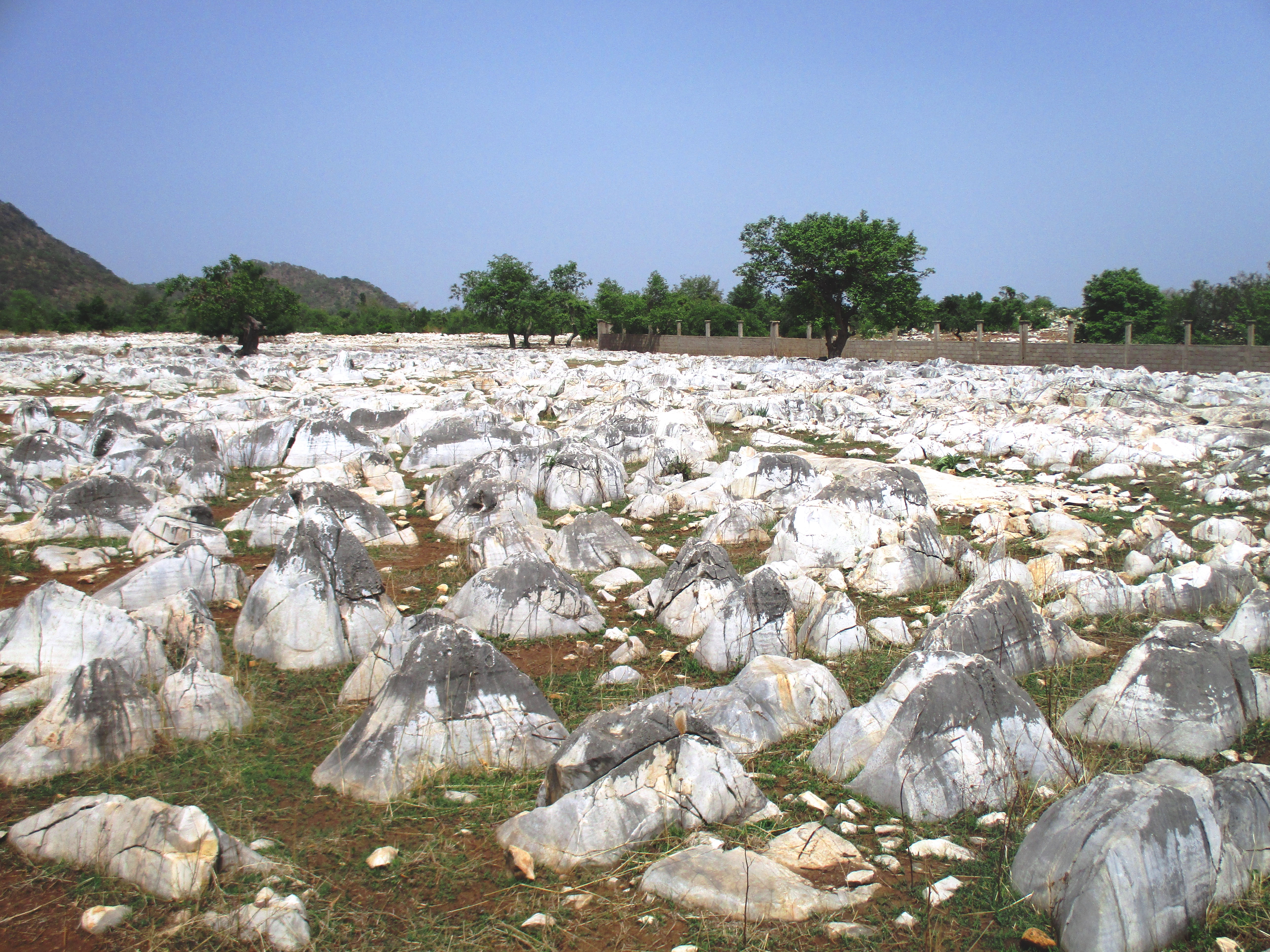
Site de Bidzar

Les gravures rupestres de Bidzar sont situées au Cameroun, dans le département du Mayo-Louti et la région du Nord, à proximité de la frontière avec le Tchad.

## Protection
Le 18 avril 2006, le site a été inscrit sur la liste indicative du Patrimoine mondial de l'Unesco.

## Les gravures

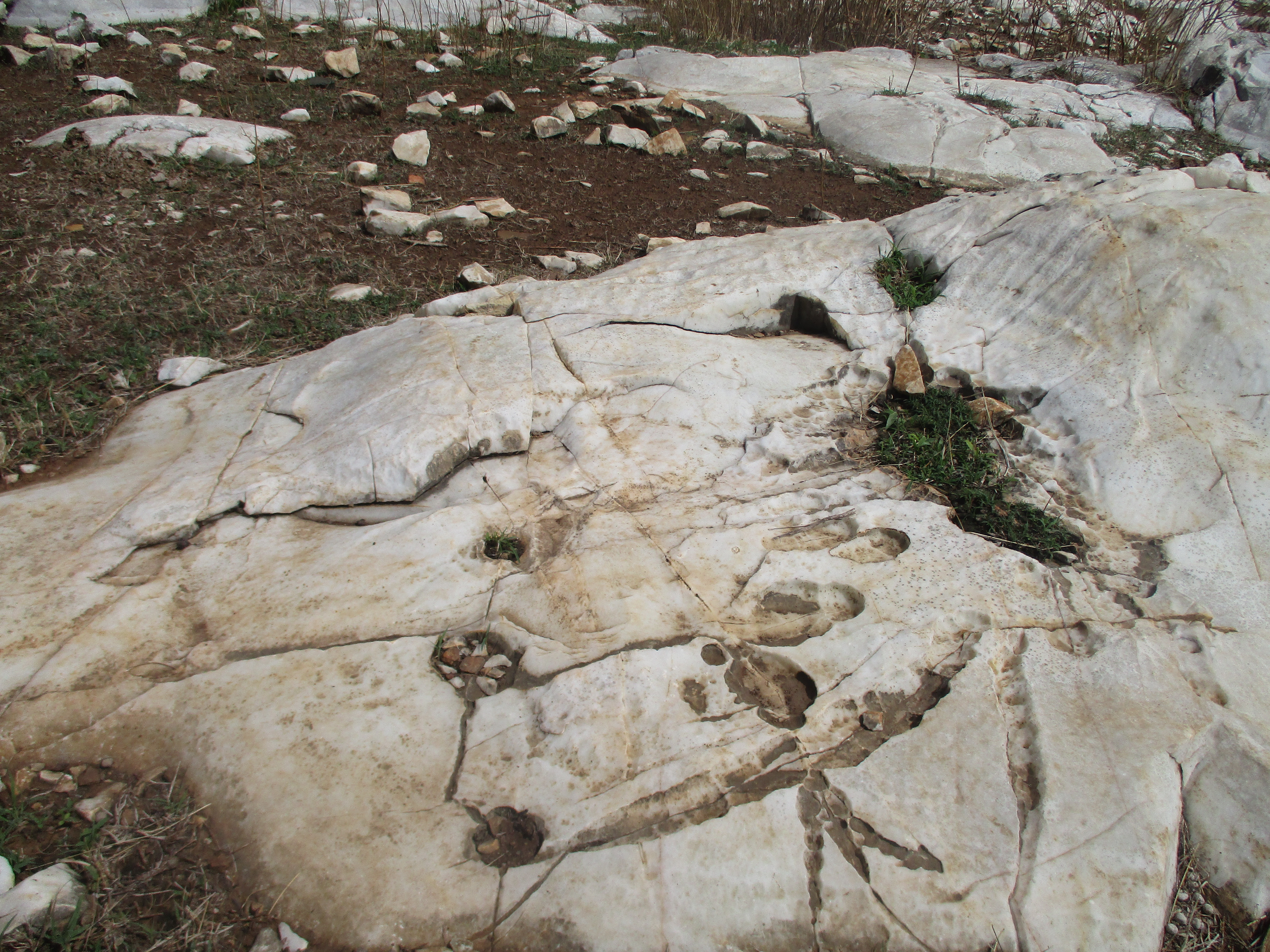
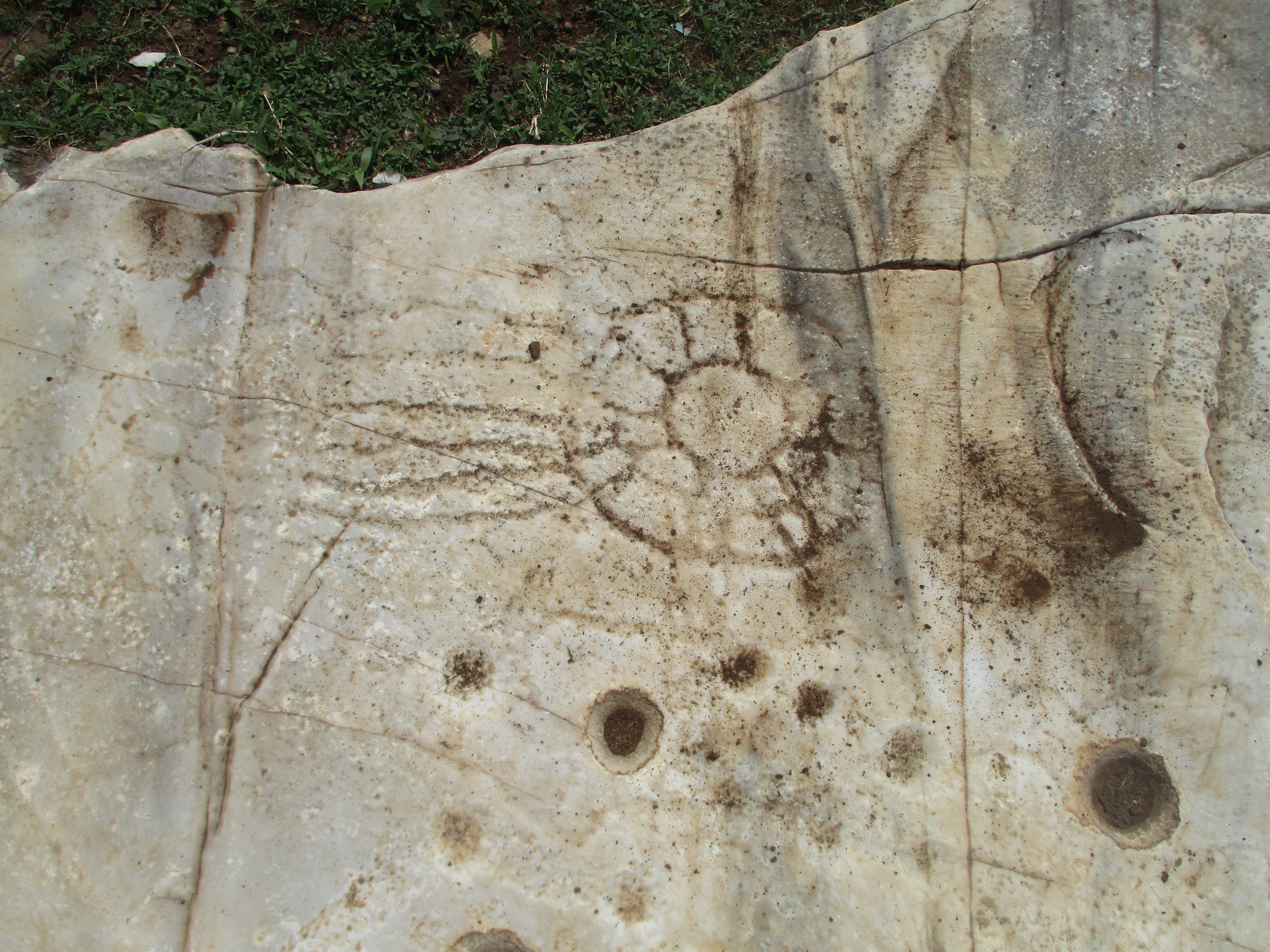
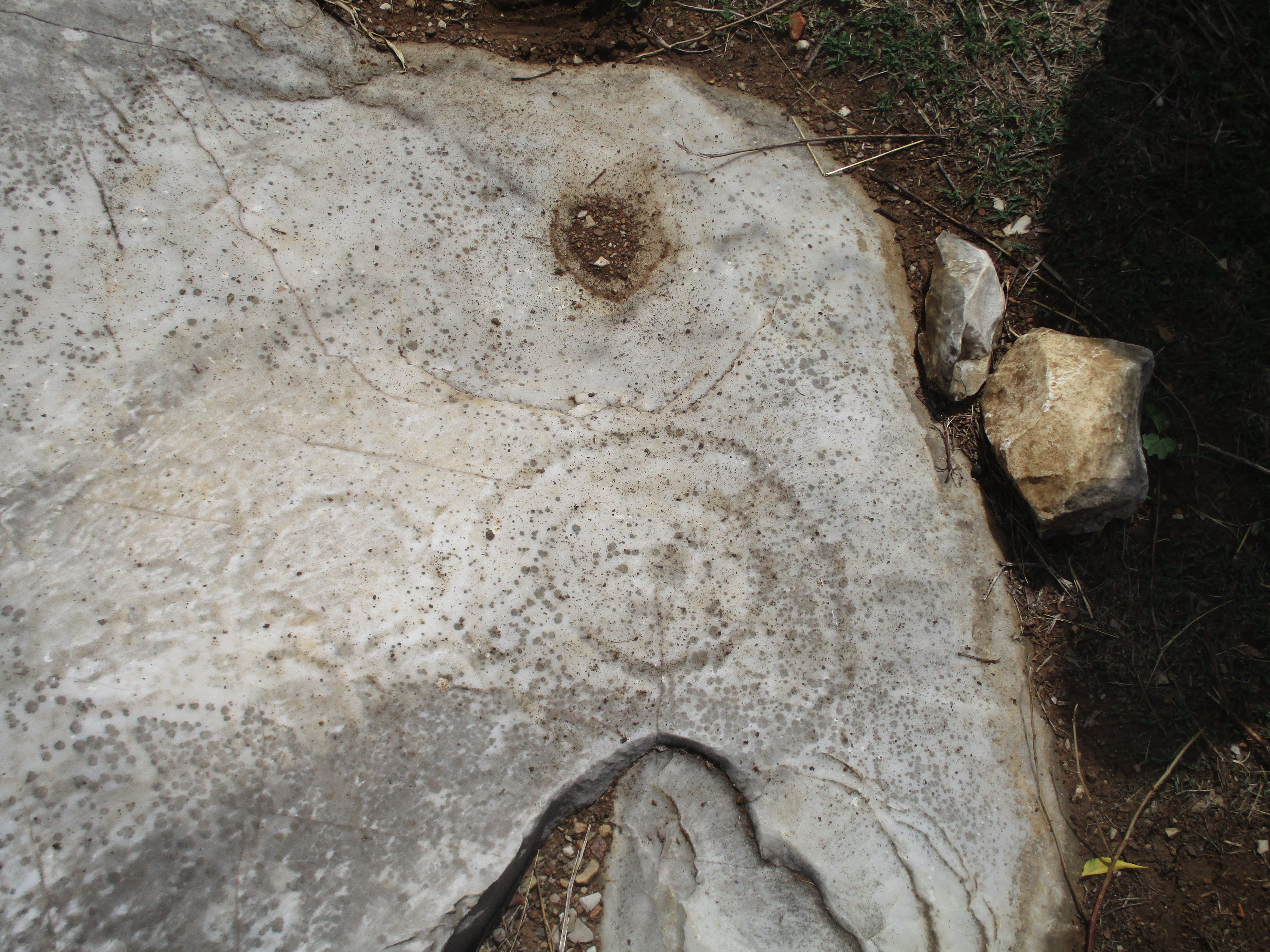
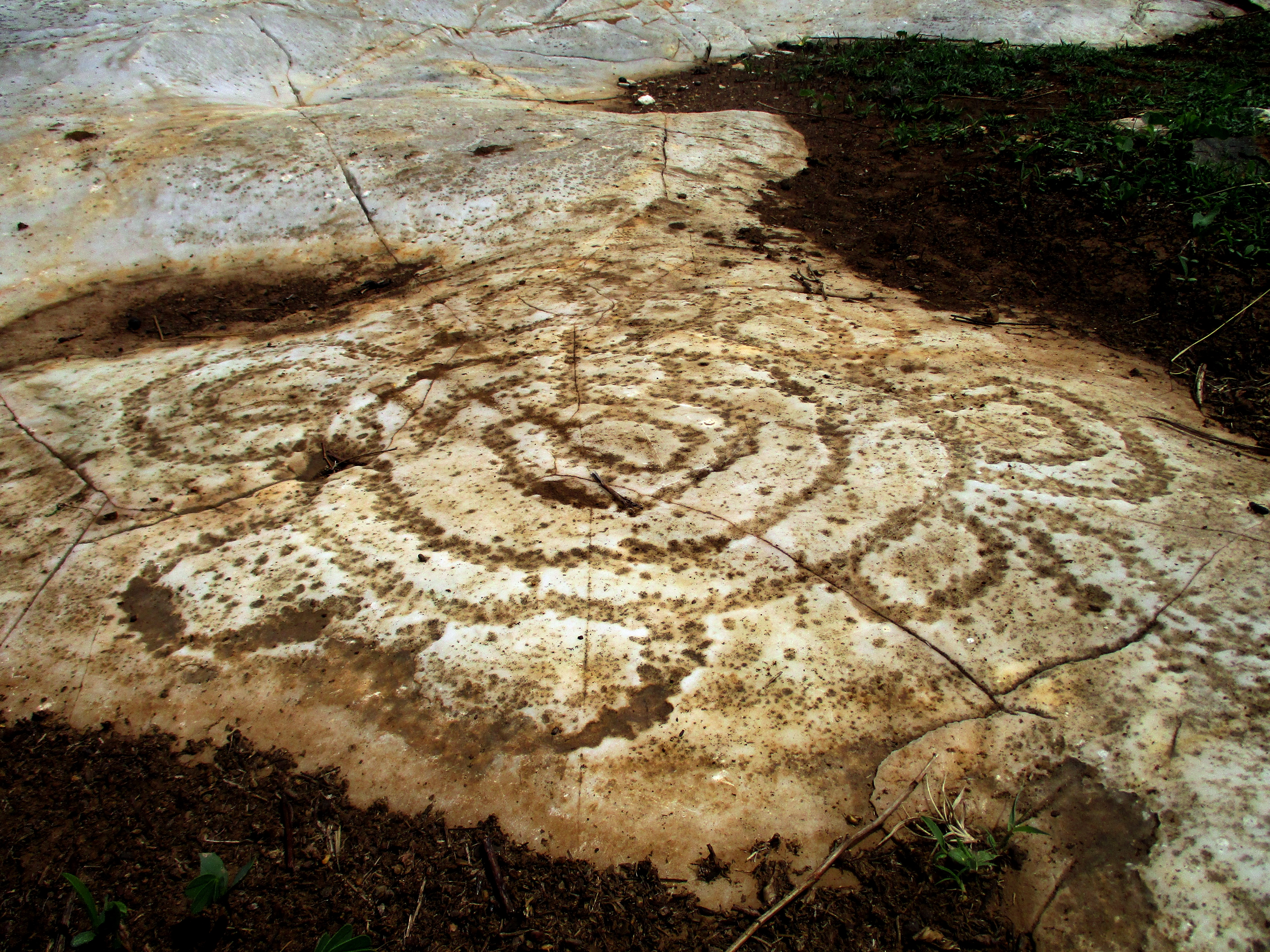